# Arion silvaticus
Arion silvaticus es una especie de molusco gasterópodo de la familia Arionidae en el orden de los Stylommatophora.

## Distribución geográfica
Se encuentra en la República Checa, Gran Bretaña, e   Irlanda. 
- Datos: Q908259
- Multimedia: Arion silvaticus / Q908259